# Johann Adolf Schlegel

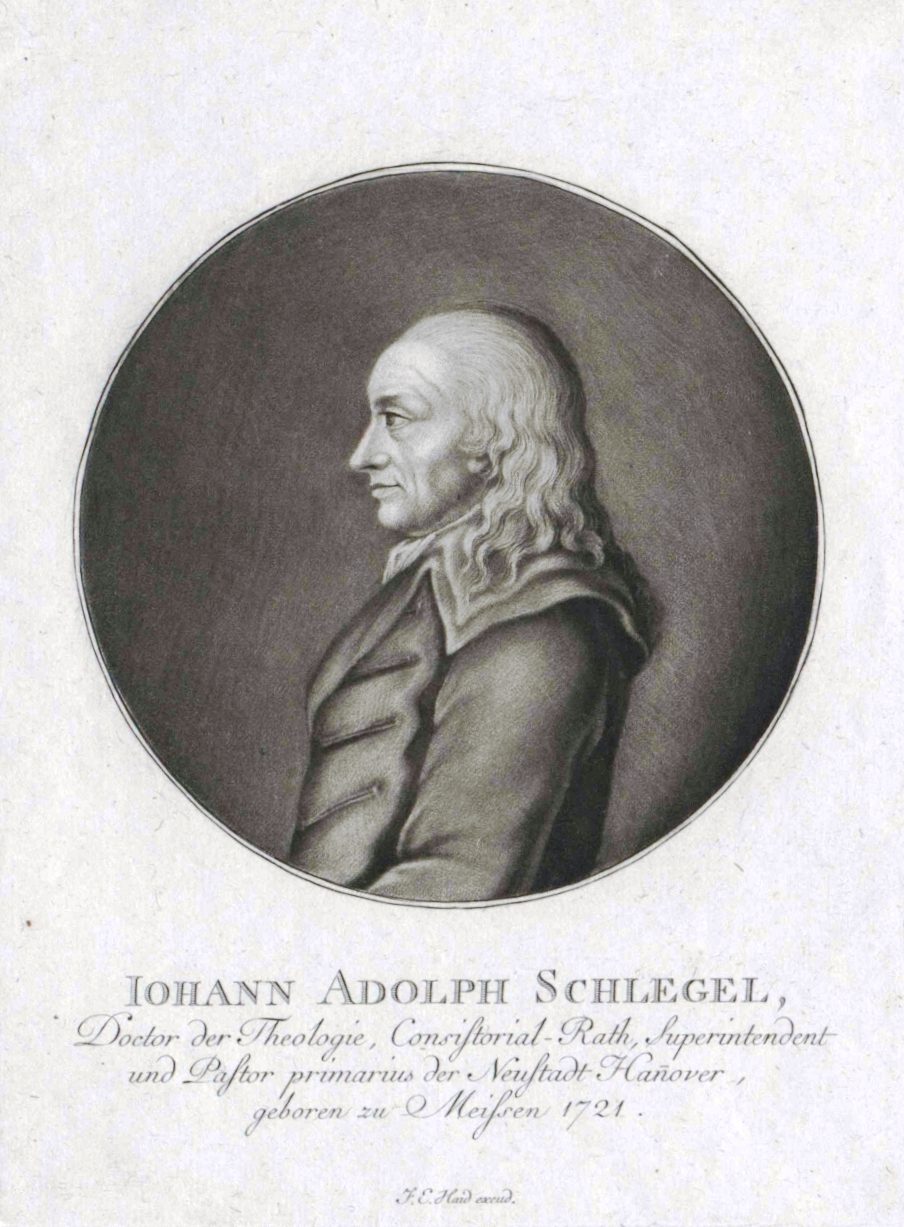
Johann Adolph Schlegel, Stich von Johann Elias Haid

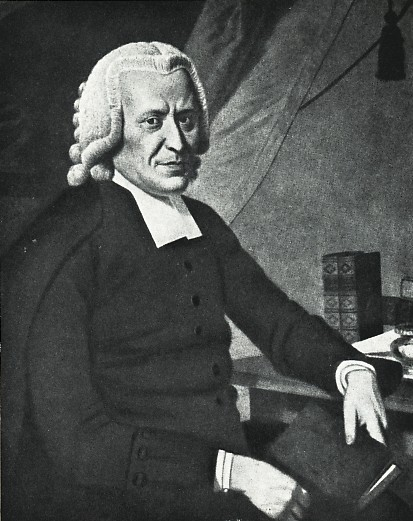
Johann Adolf Schlegel; Gemälde von G. W. Thielo.

Johann Adolph Schlegel, modernisiert Johann Adolf Schlegel, (* 17. September 1721 in Meißen; † 16. September 1793 in Hannover) war ein deutscher Dichter und evangelischer Geistlicher, Bruder des Johann Elias Schlegel.

## Leben
Der Sohn des Johann Friedrich Schlegel studierte in Leipzig, wo er sich mit Christian Fürchtegott Gellert befreundete, und wurde 1751 Diakonus und Lehrer zu Pforta, 1754 dann Pastor und Professor der Theologie zu Zerbst und 1759 Pastor erst an der Marktkirche (Hannover), später an der Neustädter Hof- und Stadtkirche, 1775 auch Konsistorialrat und Superintendent in Hannover. 1781 wurde er zudem Generalsuperintendent der Hoya-Diepholz und 1787 der Calenberg. Er starb 1793 in Hannover.
Schlegel arbeitete an der Zeitschrift Bremer Beiträge mit und veröffentlichte eine Erläuterung von Charles Batteux’ Einschränkung der schönen Künste auf Einen Grundsatz (dritte Auflage, Leipzig 1770, zwei Bde.). Von seinen Gedichten erhielten sich 70 Kirchenlieder.
August Wilhelm Iffland, den sein Vater ursprünglich für die geistliche Laufbahn vorgesehen hatte, beschrieb in seinen Memoiren den „besondern Eindruck“, den der Prediger Schlegel auf ihn als Jugendlichen gemacht hatte: „Früher als er die Menge hingerissen hat, riß er mich zur herzlichsten Rührung hin. Der Ton der Überzeugung, der väterlichsten Liebe athmete aus seinen herzlichen Reden. Oft wurde er selbst so ergriffen, daß er inne halten mußte. […] Jedermann liebte ihn […] Schlegel machte mir das Lehramt ehrwürdig.“ Von 1763 an war Schlegel Erzieher und Lehrer des jungen Freiherrn Adolph Knigge, nachdem dessen Eltern früh verstorben waren.
Schlegel hatte zehn Kinder, darunter der Generalsuperintendent Karl August Moritz Schlegel (1756–1826), der Konsistorialrat Johann Carl Fürchtegott Schlegel (1758–1831) und der Kartograph Carl August Schlegel (1762–1789). Seine jüngeren Söhne August Wilhelm (1767–1845) und Friedrich Schlegel (1772–1829) gelten als Mitbegründer der Romantik. Die fünf anderen Kinder waren:
- Gotthelf Adolph Friedrich Schlegel (1753–1766)
- Georg Adolph Bonaventura Schlegel (1755–1782)
- Erdmuthe Charlotte Friederike Schlegel (1759–1826), sie heiratete 1788 Ludwig Emmanuel Ernst (1752–1826).
- Henriette Wilhelmine Schlegel (1761–1801), sie heiratete 1794 Johann Sigismund Ernst (1760–1834).
- Friedrich Anton Heinrich Schlegel (1764–1784)